# Булонь-Біянкур (округ)
Округ Булонь-Біянкур (фр. Arrondissement de Boulogne-Billancourt) — округ у Франції, в департаменті О-де-Сен. 2023 року округ об'єднував 8 муніципалітетів, населення становило 318 815 осіб.
Адміністративний центр (супрефектура) — Булонь-Біянкур.

## Склад
Округ включає в себе 9 кантонів:
| Кантон                           | Площа, км² | Населення, осіб | Рік  | Адміністративний центр | Кількість муніципалітетів |
| -------------------------------- | ---------- | --------------- | ---- | ---------------------- | ------------------------- |
| Булонь-Біянкур Південний         | -          | 44023           | 1999 | Булонь-Біянкур         | 1                         |
| Булонь-Біянкур Північно-Західний | -          | 35520           | 1999 | Булонь-Біянкур         | 1                         |
| Булонь-Біянкур Північно-Східний  | -          | 26824           | 1999 | Булонь-Біянкур         | 1                         |
| Іссі-ле-Муліно Західний          | -          | 34120           | 1999 | Іссі-ле-Муліно         | 2                         |
| Іссі-ле-Муліно Східний           | -          | 25399           | 1999 | Іссі-ле-Муліно         | 1                         |
| Медон                            | -          | 36791           | 1999 | Медон                  | 1                         |
| Сен-Клу                          | 7,56       | 29542           | 2007 | Сен-Клу                | 1                         |
| Севр                             | 3,91       | 23174           | 2007 | Севр                   | 1                         |
| Шавіль                           | 13,78      | 39041           | 2007 | Шавіль                 | 4                         |

## Населені пункти
Найбільші населені пункти округу з населенням понад 5 тисяч осіб:
| Муніципалітет  | Населення, осіб | Рік  | Кантон                                                                                      |
| -------------- | --------------- | ---- | ------------------------------------------------------------------------------------------- |
| Булонь-Біянкур | 111045          | 2007 | Булонь-Біянкур Південний, Булонь-Біянкур Північно-Західний, Булонь-Біянкур Північно-Східний |
| Іссі-ле-Муліно | 63044           | 2010 | Іссі-ле-Муліно Західний, Іссі-ле-Муліно Східний                                             |
| Медон          | 44873           | 2007 | Іссі-ле-Муліно Західний, Медон                                                              |
| Сен-Клу        | 29542           | 2007 | Сен-Клу                                                                                     |
| Севр           | 23174           | 2007 | Севр                                                                                        |
| Шавіль         | 18576           | 2007 | Шавіль                                                                                      |
| Віль-д'Авре    | 10956           | 2007 | Шавіль                                                                                      |
| Вокрессон      | 8670            | 2007 | Шавіль                                                                                      |

## Муніципалітети
Список муніципалітетів округу та їхні коди INSEE:
1. Булонь-Біянкур (92012)
2. Ванв (92075)
3. Віль-д'Авре (92077)
4. Іссі-ле-Муліно (92040)
5. Марн-ла-Кокетт (92047)
6. Медон (92048)
7. Севр (92072)
8. Шавіль (92022)